# Juan Montero de Rojas

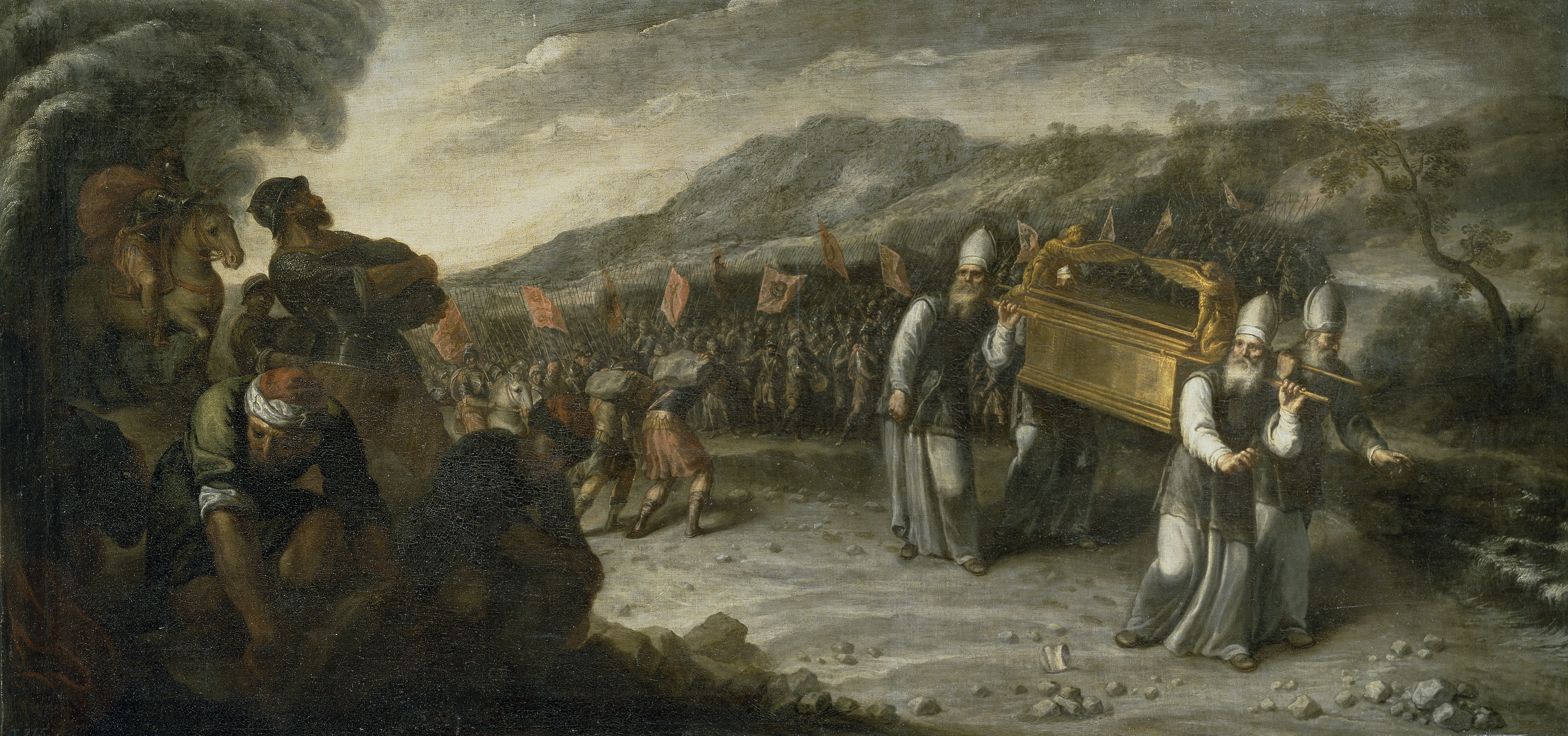
El paso del río Jordán con el Arca de la Alianza, óleo sobre lienzo, 112 x 235 cm, Madrid, Museo del Prado.

Juan Montero de Rojas (Madrid, 1613-Madrid, 1683) fue un pintor barroco español, perteneciente a la Escuela madrileña.

## Biografía
Discípulo, como otros muchos artistas de su generación, de Pedro de las Cuevas, parece que viajó a Italia en su juventud, donde según Palomino se sintió atraído por la obra de los pintores caravaggistas, algo desfasados ya para las fechas en que pudo llevarse a cabo este viaje. De este país trajo también a España el orgullo de su oficio, pues a partir de entonces se rebeló contra el estatus asignado a la profesión de pintor en España, que el consideró indigna. Había conocido en Italia el respeto al gremio de San Lucas y repudió el rango de artesano y todas las obligaciones fiscales o sociales que esto conllevaba, como ponen de manifiesto, entre las escasas noticias biográficas que de él tenemos, el memorial que presentó en 1668 junto a Andrés Smith en el largo pleito de algunos pintores contra la obligación de sacar un paso procesional de la Cofradía de los Siete Dolores, y de nuevo en 1676 con Smith, Claudio Coello y otros contra el repartimiento de una contribución impuesta por el Ayuntamiento.

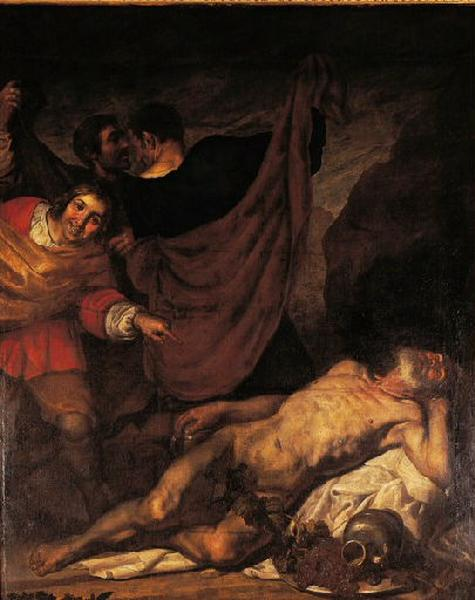
La embriaguez de Noé, óleo sobre lienzo, 220 x 179,5 cm, Castres, Musée Goya. Firmado «montero f.»

Es pintor de muy escasa obra conocida, y las evidentes diferencias que existen entre ellas dificultan la fijación de un estilo y cronología. Tan solo ha llegado una obra fechada y firmada, en 1668: un San José de colección particular, obra modesta y arcaizante, en la línea de Vicente Carducho, que pudo aprender en el taller de Cuevas. La más característica de sus obras, la Embriaguez de Noé del musée Goya, deja ver la huella tenebrista cercana al estilo de José de Ribera, si bien con una técnica de estilo suelto y pictórico, como corresponde a una etapa más avanzada. En el Sueño de San José de las Madres Mercedarias de Don Juan de Alarcón, lienzo central de un desmantelado retablo en el que en la predela figuraban la Adoración de los pastores, El buen Pastor y la Adoración de los Reyes, junto al naturalismo con que son tratadas las herramientas del santo, intensamente iluminadas, la soltura de la pincelada es propia de las fórmulas barrocas de la segunda mitad del siglo. Se trata, con todo, de una obra imitada probablemente de un grabado, de la que existe otra versión casi idéntica de Mateo Gilarte. Muy distinto es el El paso del río Jordán con el Arca de la Alianza procedente de la sacristía del convento de la Merced de Madrid, donde con otros cuadros de Juan Antonio de Frías y Escalante formaba una serie alusiva al misterio de la eucaristía. Ingresado en el Museo del Prado procedente del Museo de la Trinidad y depositado en el Museo de Zamora, es obra de menudas y nerviosas figuras en detrimento de la monumentalidad que muestran las obras anteriores, abandonando el naturalismo para acercarse al modo de hacer más barroco.
De las obras mencionadas por Palomino se han perdido las que situaba por encima de todo el resto de su producción: cuatro figuras solas del natural en las que representó los cuatro elementos y que decía haber visto en casa de un aficionado a la pintura, «tan superior cosa, que por ellas solas merece este lugar». Se ha perdido también el cuadro de bóveda del coro del colegio domínico de Santo Tomás de la calle de Atocha, con una representación de la Asunción de la Virgen.

## Obras
- Embriaguez de Noé (Castres, Musée Goya)
- San José (1668, Colección particular)
- Retablo de San José (Mercedarias de Don Juan de Alarcón, Madrid)
- Paso del Mar Rojo (Museo del Prado)
- Historia de San Agustín (Museo del Prado), firmada con monograma MTO enlazadas.
- Santa Teresa de Jesús (colección particular), firmada con monograma igual al anterior.
- Muerte de Abel (c. 1683, Musée des Beaux-Arts, Rouen), obra atribuida por razones ignoradas y que según Diego Angulo y Pérez Sánchez, «no parece de su mano».